# Rutland (Ohio)
Rutland – wieś w Stanach Zjednoczonych, w stanie Ohio, w hrabstwie Meigs.